# Christian Reif
Christian Reif (ur. 24 października 1984 w Spirze) – niemiecki lekkoatleta specjalizujący się w skoku w dal.
W 2007 odpadł w eliminacjach podczas halowych mistrzostw Europy oraz zajął dziewiąte miejsce w mistrzostwach świata. Zdobył złoty medal mistrzostw Europy w Barcelonie w 2010 roku, ustanawiając wynikiem 8,47 rekord czempionatu, który przetrwał do 2022. Po tym sukcesie zajął szóstą lokatę w plebiscycie European Athlete of the Year Trophy. Stawał na podium mistrzostw Niemiec w hali i na stadionie.
Rekordy życiowe w skoku w dal: stadion – 8,49 (31 maja 2014, Weinheim); hala – 8,15 (2 marca 2013, Göteborg).

## Osiągnięcia
| Rok  | Impreza                                 | Miejsce    | Pozycja           | Wynik |
| ---- | --------------------------------------- | ---------- | ----------------- | ----- |
| 2007 | Halowe mistrzostwa Europy               | Birmingham | el. – 14. miejsce | 7,58  |
| 2007 | Mistrzostwa świata                      | Osaka      | 9. miejsce        | 7,95  |
| 2007 | Światowy finał lekkoatletyczny IAAF     | Stuttgart  | 4. miejsce        | 8,01  |
| 2010 | Halowe mistrzostwa świata               | Doha       | 5. miejsce        | 7,86  |
| 2009 | DécaNation                              | Paryż      | 1. miejsce        | 8,18  |
| 2010 | Superliga drużynowych mistrzostw Europy | Bergen     | 6. miejsce        | 7,80  |
| 2010 | Mistrzostwa Europy                      | Barcelona  | 1. miejsce        | 8,47  |
| 2010 | Puchar interkontynentalny               | Split      | 3. miejsce        | 7,99  |
| 2011 | Superliga drużynowych mistrzostw Europy | Sztokholm  | 4. miejsce        | 8,10  |
| 2011 | Mistrzostwa świata                      | Daegu      | 7. miejsce        | 8,19  |
| 2012 | Igrzyska olimpijskie                    | Londyn     | el. – 13. miejsce | 7,92  |
| 2013 | Halowe mistrzostwa Europy               | Göteborg   | 3. miejsce        | 8,07  |
| 2013 | Superliga drużynowych mistrzostw Europy | Gateshead  | 4. miejsce        | 7,94  |
| 2013 | Mistrzostwa świata                      | Moskwa     | 6. miejsce        | 8,22  |
| 2014 | Halowe mistrzostwa świata               | Sopot      | 8. miejsce        | 7,75  |
| 2014 | Mistrzostwa Europy                      | Zurych     | 8. miejsce        | 7,95  |